# Роберт Фиц-Стефан
Роберт Фиц-Стефан (англ. Robert Fitz-Stephen, известные годы жизни с 1157 по 1183) — англонормандский барон, первым начавший боевые действия в рамках нормандского вторжения в Ирландию, лорд Пеннарда, лорд-соправитель Корка вместе с Мило де Коганом, основатель известного валлийского монастыря Страта Флорида.

## Биография
Как один из ключевых участников нормандского вторжения в Ирландию, Роберт Фиц-Стефан фигурирует в произведении Гиральда Камбрийского «Завоевание Ирландии» (лат. Expugnatio Hibernica) и в анонимной «Песне о Дермоте и графе» (старофр. Chanson de Dermot et du comte). Гиральд описывает Роберта как человека крепкого сложения, выше среднего роста, доблестного, великодушного и приятного в общении, но испытывавшего чрезмерное пристрастие к употреблению вина и женщинам.
Родителями Роберта были Стефан, кастелян Кардигана, и Нест, дочь короля Дехейбарта Риса ап Теудура. Дата его рождения в источниках не зафиксирована, однако по косвенным данным и порядку старшинства детей Нест можно предположить, что Роберт родился не ранее 1110 года, когда Кардиган перешёл к нормандцам и Стефан мог стать управителем замка, и не позднее 1114 года, в котором состоялся поход Генриха Боклерка в Дивед, от которого считают дату возможного рождения незаконного сына Нест от короля — Генри Фиц-Генри. C другой стороны, иногда указывается, что Нест сошлась со Стефаном после смерти своего мужа — Джеральда Виндзорского, который скончался не ранее 1116 года. В любом случае, Роберт по праву рождения принадлежал к нормандской военной элите в валлийской марке и имел там владение, в качестве которого в источниках фигурирует манор Пеннард.
Роберт Фиц-Стефан впервые появляется на исторической арене в 1157 году, во время похода Генриха II в северный Уэльс. Пока Генрих со своими основными силами противостоял войскам Оуайна Гвинеда у реки Конуи в восточном Гвинеде, Роберт со своим единоутробным братом Генри Фиц-Генри возглавили нападение на Англси с моря, однако потерпели поражение — Генри был убит, а Роберт тяжело ранен.
Когда Роберт унаследовал от отца должность кастеляна Кардигана неизвестно, но уже в 1164 году ему удаётся удержать замок в то время как весь Кередигион переходит в руки правителя Дехейбарта и двоюродного брата Фиц-Стефана — Лорда Риса. В 1166 году в результате предательства замок всё же поддаётся Рису ап Грифиду, и Роберт попадает в валлийский плен, где находится на протяжении трёх лет.
Вызволение Роберта из плена было сопряжено с подготовкой к нормандскому вторжению в Ирландию. Король Лейнстера Диармайд мак Мурхада, изгнанный верховным королём Руайдри Уа Конхобайром, обратился в 1167 году за помощью к Генриху II и вернулся от него из Аквитании с грамотой, дозволяющей ему вербовать сторонников из числа подданных английского короля. Основной набор соратников Диармайд начал в Уэльсе, для чего он, в частности, обратился к лорду Рису с просьбой отпустить с ним Роберта. Валлийский правитель не торопился с ответом, однако в 1169 году согласился на уговоры братьев Фиц-Стефана — Мориса Фиц-Джеральда и Давида, епископа Сент-Дейвидса, и позволил Роберту присоединиться к кампании Диармайда.
Роберт Фиц-Стефан 1 мая 1169 года высадился к югу от Уэксфорда с отрядом из 30 рыцарей, 60 человек тяжёлой пехоты и 300 лучников, став начинателем вторжения. Днём позже к нему присоединился Морис де Прендергаст, барон из Роса в графстве Пембрук. К ним примкнул Донал Кавана, сын Диармайда, с отрядом из 400 копейщиков, и объединёнными силами они двинулись на Уэксфорд, который взяли штурмом. Диармайд выполнил договорённости между ним, Робертом и Морисом Фиц-Джеральдом, пожаловав последним завоёванный Фиц-Стефаном город и два кантреда на побережье. Однако к этому времени почти весь остров объединился против короля Лейнстера, ирландские союзники покинули его, и он оказался в осаде в Фернсе с единственным соратником — Робертом Фиц-Стефаном. Им удалось инициировать переговоры с верховным королём, по результатам которых Руайдри не стал продолжать войну против Диармайда, при условии, что последний не будет более приводить в Ирландию нормандцев. Впрочем это не остановило Мориса Фиц-Джеральда, который прибыл со своими войсками в 1169 году, и встретившись с Диармайдом двинулся на Уотерфорд, на объединение с ожидаемым вскоре Ричардом Стронгбоу.
Пока Морис Фиц-Джеральд, Ричард де Клер и Диармайд штурмовали Уотерфорд, Дублин и обороняли последний от войск верховного короля, Роберт занимался укреплением своих владений в Уэксфорде и прикрывал соратников от нападений из Мунстера. Он начал строительство замка Карриг в двух милях к югу от города, однако не успел его закончить, когда восставшие ирландцы атаковали его и взяли в плен, в котором Роберт провёл около года. Когда Генрих II прибыл в Ирландию с большой армией в октябре 1171 года, высадившись в Уотерфорде, его жители предпочли не оказывать сопротивление английскому королю, а привели к нему Роберта, закованного в цепи. Плантагенет не стал отпускать Фиц-Стефана, повинного по мнению монарха в том, что тот нарушил вассальные обязанности, взяв Уотерфорд в своё прямое владение, а продолжал держать в тюрьме, почти до самого своего отплытия с острова весной 1172 года. Когда же Роберт был отпущен, то его ирландские завоевания были изъяты в королевский домен, а сам же Фиц-Стефан был назначен в помощники Хью де Лэйси, покорителя и лорда Мита.
Вскоре Роберту, как и многим другим покорителям Ирландии, попавшим в королевскую опалу, предоставилась возможность доказать свою лояльность Генриху, который был втянут в конфликт в Нормандии со своей супругой Элеонорой Аквитанской и сыновьями. Фиц-Стефан вместе со своим новым лордом Хью де Лэйси, провёл несколько месяцев 1173—1174 годах в стане короля, доказав своё мужество и верность.
Следующие боевые действия, связанные с именем Роберта, происходят в восточном Мунстере, где он совместно с Мило де Коганом и Филиппом де Браозом-младшим осуществляет в 1177 году экспансию на земли королей Десмонда и Лимерика. Хотя в этом походе гибнет незаконнорожденный сын Роберта — Маредид, он был успешным, и на совете того же года в Оксфорде, на котором Генрих II установил порядок администрации в ирландских владениях и дал своему сыну Джону титул Лорда Ирландии, Роберт и Мило получают в совместное владение восточную часть Десмонда — графство Корк, при этом сам город остаётся в королевском домене.
В течение пяти лет Роберт и Мило успешно управляют Корком, однако в 1182 году там вспыхивает восстание вскоре охватившее весь Десмонд. Мило де Коган и Ральф, сын Роберта и зять Мило — наследник обоих, гибнут, а Фиц-Стефан оказывается запертым в Корке. На помощь Роберту приходит его племянник — Раймонд Фиц-Джеральд и снимает осаду. В 1183 году к Фиц-Стефану присоединяются другие его племянники — Филипп и Джеральд де Барри, которые помогают Роберту восстанавливать порядок в его владениях и получают от него несколько кантредов. Более об обстоятельствах жизни находившегося в почтенном возрасте Роберта Фиц-Стефана ничего не известно, вероятно он вскоре умирает, не оставив наследников.

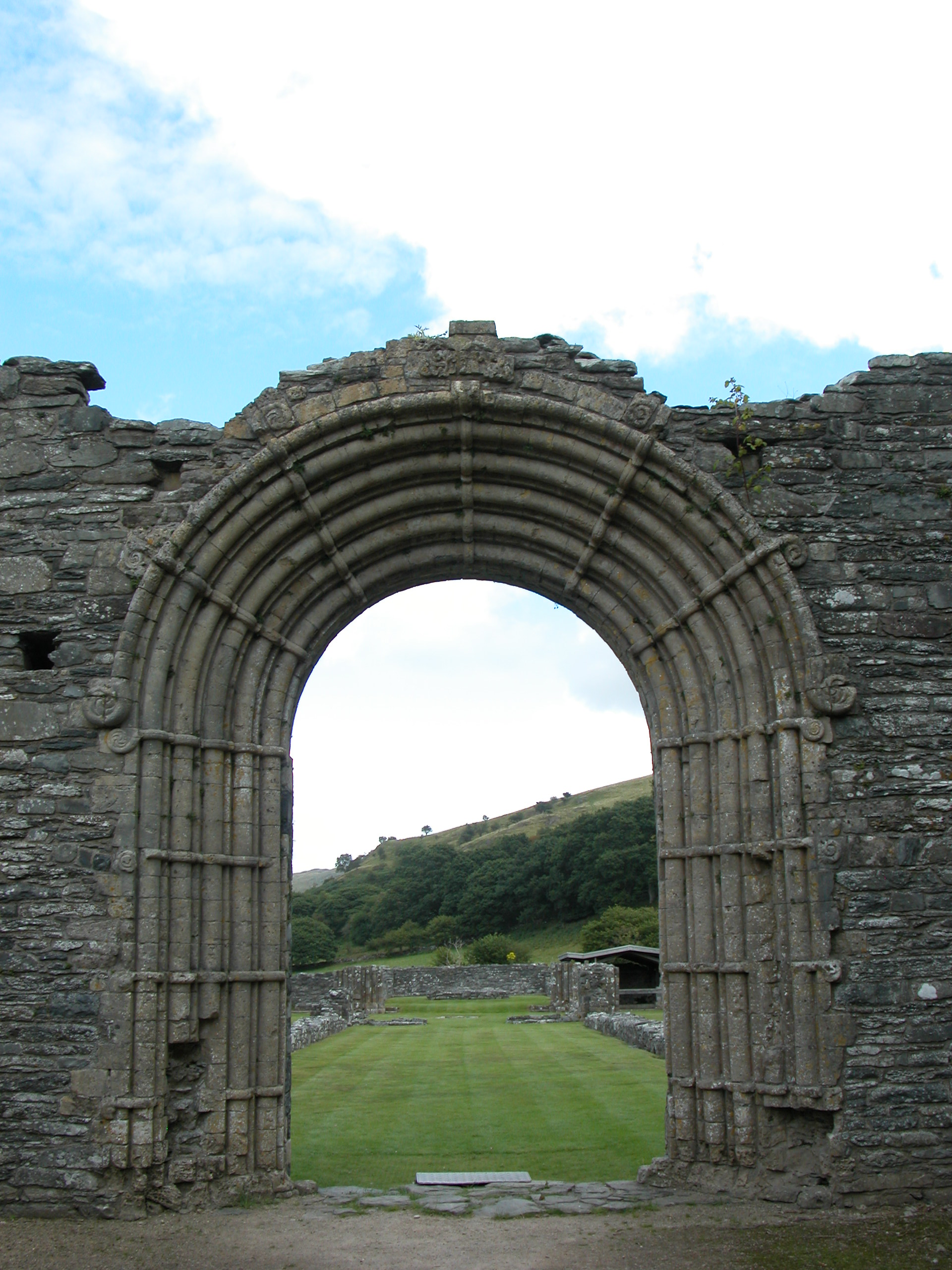
Входная арка монастыря Страта Флорида.

С Робертом Фиц-Стефаном связано ещё одно значимое событие в истории Уэльса — он в 1164 году основал важнейший цистерцианский монастырь Страта Флорида, пригласив монахов из монастыря Уитленд. Несмотря на то, что вскоре за этим последовало возвращение Кередигиона под руку Дехейбарта, и непосредственное возведение и расцвет аббатства произошли под покровительством Риса ап Грифида, Роберт тоже вписал своё имя в историю, как основатель этого культурного центра Уэльса и усыпальницы правителей Дехейбарта.